# Rally Príncipe de Asturias de 2012
El Rally Príncipe de Asturias de 2012 fue la edición 49.ª, la novena ronda del Campeonato de Europa de Rally y la sexta ronda del Campeonato de España de Rally. Se celebró del 13 al 15 de septiembre y contó con un itinerario de once tramos.
El rally fue cancelado en el octavo tramo tras una salida de carretera del piloto checo Antonín Tlusťák que arrolló a varios espectadores provocando la muerte a uno de ellos. La prueba tuvo complicaciones el primer día, siendo neutralizado el tercer tramo y tras el accidente la organización canceló los tres últimos que faltaban por disputar. El vencedor fue Alberto Hevia a bordo de un Skoda Fabia S2000.

## Itinerario y resultados
| Día          | Tramo | Nombre               | Distancia | Ganador        | Tiempo    | Veloc. media | Líder rally   |
| ------------ | ----- | -------------------- | --------- | -------------- | --------- | ------------ | ------------- |
| 1 (14 sept.) | SS1   | Morcin               | 29,48 km  | Alberto Hevia  | 18:03.9   | 97.9 km/h    | Alberto Hevia |
| 1 (14 sept.) | SS2   | Corvera              | 14,88 km  | Alberto Hevia  | 9:37.7    | 92,7 km/h    | Alberto Hevia |
| 1 (14 sept.) | SS3   | Morcin               | 29,48 km  | Cancelado      | Cancelado | Cancelado    | Alberto Hevia |
| 2 (15 sept.) | SS4   | Gijón                | 14,62 km  | Miguel Fuster  | 8:29.2    | 103.4 km/h   | Alberto Hevia |
| 2 (15 sept.) | SS5   | Villaviciosa-Colunga | 29,36 km  | Alberto Hevia  | 20:11.0   | 87.3 km/h    | Alberto Hevia |
| 2 (15 sept.) | SS6   | Nava                 | 14,80 km  | Miguel Fuster  | 9:01.8    | 98.3 km/h    | Alberto Hevia |
| 2 (15 sept.) | SS7   | Gijón                | 14,62 km  | Miguel Fuster  | 8:18.7    | km/h         | Alberto Hevia |
| 2 (15 sept.) | SS8   | Villaviciosa-Colunga | 29,36 km  | Michał Sołowow | 21:08.2   | 83.3 km/h    | Alberto Hevia |
| 2 (15 sept.) | SS9   | Nava                 | 14,80 km  | Cancelado      | Cancelado | Cancelado    | Alberto Hevia |
| 2 (15 sept.) | SS10  | Villaviciosa-Colunga | 29,36 km  | Cancelado      | Cancelado | Cancelado    | Alberto Hevia |
| 2 (15 sept.) | SS11  | Nava                 | 14,80 km  | Cancelado      | Cancelado | Cancelado    | Alberto Hevia |

## Clasificación final
| Pos.     | Piloto              | Copiloto         | Automóvil               | Tiempo    | Diferencia | Puntos  |
| General  | General             | General          | General                 | General   | General    | General |
| -------- | ------------------- | ---------------- | ----------------------- | --------- | ---------- | ------- |
| 1.       | Alberto Hevia       | F.J. Álvarez     | Škoda Fabia S2000       | 1:34:58.2 | 0.0        |         |
| 2.       | Miguel Ángel Fuster | Ignacio Aviño    | Porsche 911 GT3         | 1:35:12.4 | +14.2      |         |
| 3.       | Sergio Vallejo      | Diego Vallejo    | Porsche 911 GT3         | 1:35:25.6 | +27.4      |         |
| 4.       | Joan Vinyes         | Jordi Mercader   | Suzuki Swift S1600      | 1:38:44.7 | +3:46.5    |         |
| 5.       | Fran Cima           | Pablo González   | Lotus Exige GT          | 1:38:57.6 | +3:59.4    |         |
| 6.       | Michał Sołowow      | Maciej Baran     | Peugeot 207 S2000       | 1:39:28.3 | +4:30.1    |         |
| 7.       | Oscar Palacio       | Agustín Ramos    | Porsche 911 GT3         | 1:40:12.4 | +5:14.2    |         |
| 8.       | Daniel Marbán       | Víctor Ferrero   | Mitsubishi Lancer Evo X | 1:41:03.8 | +6:05.6    |         |
| 9.       | Eugenio Mantecón    | Alex Noriega     | Volkswagen Polo N1      | 1:41:06.2 | +6:08.0    |         |
| 10.      | Surhayen Pernía     | Juan Luis García | Ford Fiesta R2          | 1:44:04.9 | +9:06.7    |         |
| ERC      |                     |                  |                         |           |            |         |
| 1. (4.)  | Joan Vinyes         | Jordi Mercader   | Suzuki Swift S1600      | 1:38:44.7 | 0.0        |         |
| 2. (6.)  | Michał Sołowow      | Maciej Baran     | Peugeot 207 S2000       | 1:39:28.3 | +43.6      |         |
| 3. (10.) | Surhayen Pernía     | Juan Luis García | Ford Fiesta R2          | 1:44:04.9 | +5:20.2    |         |
| España   |                     |                  |                         |           |            |         |
| 1.       | Alberto Hevia       | F.J. Álvarez     | Škoda Fabia S2000       | 1:34:58.2 | 0.0        | 52.5    |
| 2.       | Miguel Ángel Fuster | Ignacio Aviño    | Porsche 911 GT3         | 1:35:12.4 | +14.2      | 45      |
| 3.       | Sergio Vallejo      | Diego Vallejo    | Porsche 911 GT3         | 1:35:25.6 | +27.4      | 40.5    |
| 4.       | Joan Vinyes         | Jordi Mercader   | Suzuki Swift S1600      | 1:38:44.7 | +3:46.5    | 37.5    |
| 5.       | Fran Cima           | Pablo González   | Lotus Exige GT          | 1:38:57.6 | +3:59.4    | 34.5    |
| 6. (7.)  | Óscar Palacio       | Agustín Ramos    | Porsche 911 GT3         | 1:40:12.4 | +5:14.2    | 31.5    |

| Predecesor: Zlín 2012   | ERC 2012    | Sucesor: Polonia 2012 |
| Predecesor: Ferrol 2012 | España 2012 | Sucesor: Llanes 2012  |